# Intégrales de collision
Les intégrales de collision sont des quantités qui interviennent dans le calcul des propriétés de transport des gaz (coefficients de diffusion, viscosités, conductivité) et qui font le lien avec le niveau microscopique décrit par le potentiel d'interaction entre deux particules.

## Collision élastique de deux particules

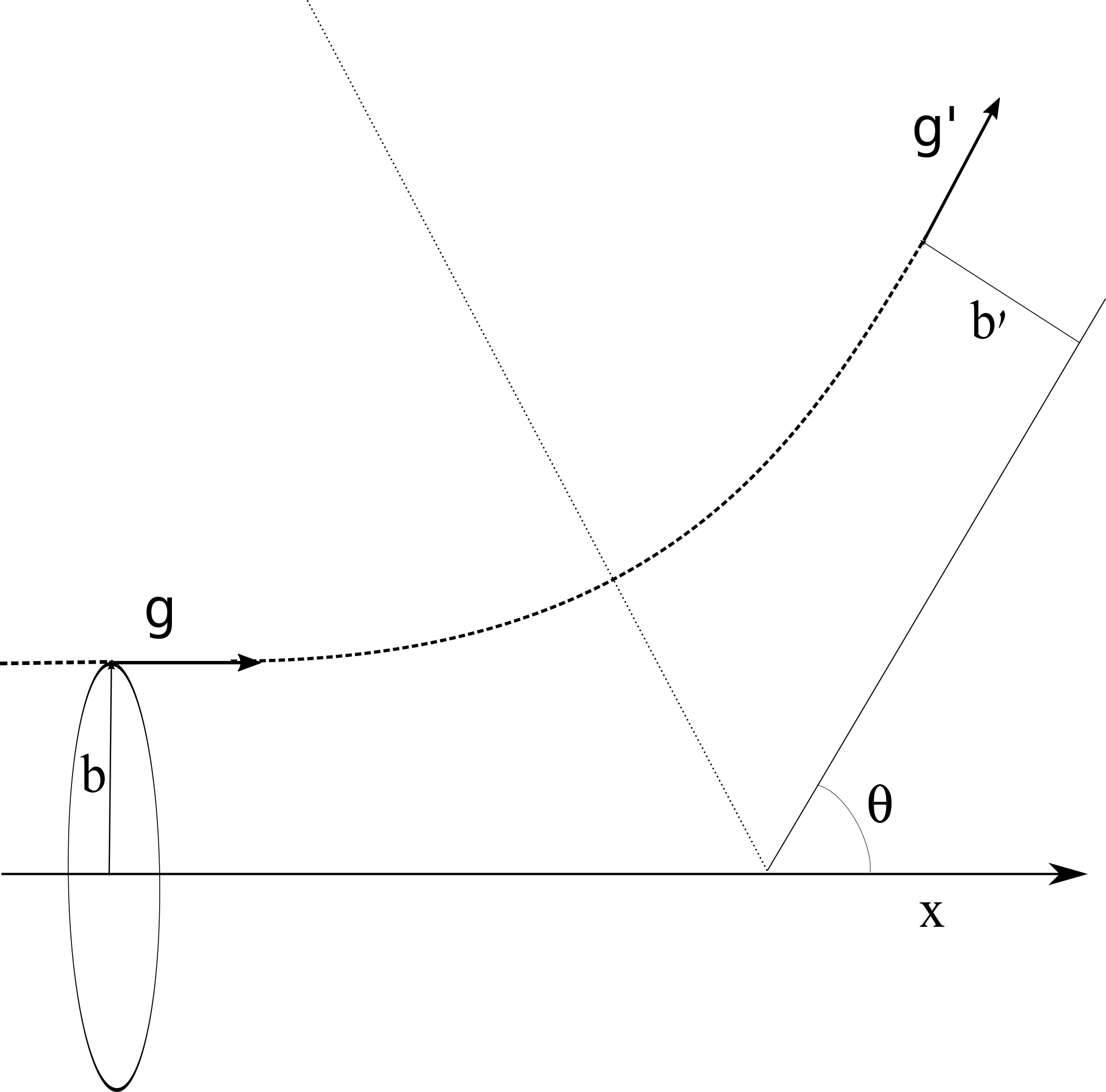
Schéma d'une interaction moléculaire élastique dans le système lié au barycentre.

Les vitesses avant interaction sont vi et vj dans un référentiel galiléen. Les indices représentent indifféremment une même espèce ou deux espèces différentes. Ces vitesses valent vi' et vj' après interaction. On se place dans un système centré sur le barycentre qui a une vitesse constante du fait de la conservation de la quantité de mouvement. Dans ce système qui est donc galiléen la vitesse initiale de la particule j est la vitesse relative gij = vi – vj. Par symétrie on peut affirmer que la trajectoire sera contenue dans le plan contenant l'origine et gij. On choisit un repère tel que {\displaystyle \mathbf {\Omega } ={\frac {\mathbf {g} _{ij}}{||\mathbf {g} _{ij}||}}=[1,0,0]} (voir figure). Dans ce repère la déviation est θ, fonction du paramètre d'impact b, de la vitesse relative gij et du potentiel d'interaction que l'on suppose ne dépendant que de la distance en les deux particules en interaction. Si cette hypothèse est rigoureuse pour l'interaction entre deux atomes, on peut la considérer utilisable pour deux molécules : le potentiel est alors un potentiel moyen statistique.
La direction de sortie d'interaction est définie par {\displaystyle \mathbf {\Omega '} ={\frac {\mathbf {g'} _{ij}}{||\mathbf {g'} _{ij}||}}}. On peut calculer les vitesses finales à partir des considérations suivantes :
- la conservation de la quantité de mouvement dans l'interaction implique

{\displaystyle \mathbf {v} _{i}'+\mathbf {v} _{j}'=\mathbf {v} _{i}+\mathbf {v} _{j}}
- la vitesse relative gij a un module constant du fait de la conservation de l'énergie, donc gij' = gij ou

{\displaystyle |\mathbf {v} _{i}'-\mathbf {v} _{j}'|=|\mathbf {v} _{i}-\mathbf {v} _{j}|}
Les vitesses après l'interaction sont donc
{\displaystyle \mathbf {v} _{i}'(b,g)=\mathbf {v} _{i}-(\mathbf {g_{ij}} \cdot \mathbf {\Omega '} )\,\mathbf {\Omega '} }
{\displaystyle \mathbf {v} _{j}'(b,g)=\mathbf {v} _{j}+(\mathbf {g_{ij}} \cdot \mathbf {\Omega '} )\,\mathbf {\Omega '} }
De plus la conservation du moment cinétique au cours de l'interaction conduit à b' = b.
Le système décrivant la collision est réversible. Le théorème de Liouville permet donc d'écrire
{\displaystyle \mathrm {d} \mathbf {v} _{i}'\mathrm {d} \mathbf {v} _{j}'=\mathrm {d} \mathbf {v} _{i}\,\mathrm {d} \mathbf {v} _{j}}

## Définition de l'intégrale de collision
La méthode de Chapman-Enskog permet, dans le cas d'un gaz, de retrouver les équations de Navier-Stokes comme solution à l'ordre un d'un développement asymptotique de l'équation de Boltzmann. Les quantités qui apparaissent font intervenir les intégrales suivantes, liées aux collisions des couples de particules (i , j),,,.
{\displaystyle \Lambda _{ij}^{l,s}={\sqrt {\frac {2\pi kT}{m_{ij}}}}\int _{0}^{\infty }\int _{0}^{\infty }\mathrm {e} ^{-\gamma _{ij}^{2}}\,\gamma _{ij}^{2s+3}\left(1-\cos ^{l}\theta \right)b\,\mathrm {d} b\,\mathrm {d} \gamma _{ij}\,,\quad \theta =\theta \left(b,g_{ij}\right)}
où 
| {\displaystyle m_{ij}=\left(m_{i}^{-1}+m_{j}^{-1}\right)^{-1}}               | est la masse réduite,            |
| {\displaystyle \gamma _{ij}={\sqrt {\frac {m_{ij}}{kT}}}{\frac {g_{ij}}{2}}} | est la vitesse relative réduite. |
La distance d'approche minimale pour le potentiel choisi V(r) supposé de révolution (au moins en moyenne sur toutes les collisions) est :
{\displaystyle r_{m}=b\left(1-{\frac {V(r)}{{\frac {1}{2}}m_{ij}g_{ij}^{2}}}\right)^{-{\frac {1}{2}}}}
L'angle de déviation est donné par :
{\displaystyle \theta =\pi -2\int _{r_{m}}^{\infty }\left({\frac {1}{r_{m}^{2}}}-{\frac {1}{r^{2}}}\right)^{-{\frac {1}{2}}}{\frac {\mathrm {d} r}{r^{2}}}}
Le calcul est analytique pour un potentiel sphères dures de diamètres σij :
{\displaystyle \left[\Lambda _{ij}^{l,s}\right]_{SD}={\sqrt {\frac {kT}{2\pi m_{ij}}}}{\frac {(s+1)!}{2}}\left[1-{\frac {1+(-1)^{l}}{2(1+l)}}\right]\pi \sigma _{ij}^{2}}
Dans le cas général, par exemple avec un potentiel de Lennard-Jones très utilisé par le passé à cause de sa simplicité et de son réalisme, on définit des intégrales de collision réduites :
{\displaystyle {\overline {\Lambda }}^{i,j}={\frac {\Lambda ^{i,j}}{\left[\Lambda _{ij}^{l,s}\right]_{SD}}}}
Par construction la valeur de ces intégrales est proche de l'unité. Elles sont tabulées pour divers potentiels,.

## Propriétés de transport
Les quantités l et s sont relatives aux expressions des coefficients de transport dans lesquelles elles interviennent.
| Propriété           | collision (i, i)               | collision (i, j≠i)                                             |
| ------------------- | ------------------------------ | -------------------------------------------------------------- |
| viscosité           | {\displaystyle \Lambda ^{2,2}} | {\displaystyle \Lambda ^{2,2}}, {\displaystyle \Lambda ^{1,1}} |
| conductivité        | {\displaystyle \Lambda ^{2,2}} | {\displaystyle \Lambda ^{2,2}\,,\Lambda ^{1,s},s=1,2,3}        |
| diffusion           | {\displaystyle \Lambda ^{1,1}} | {\displaystyle \Lambda ^{1,1}}                                 |
| diffusion thermique | ---                            | {\displaystyle \Lambda ^{2,2}\,,\Lambda ^{1,s},s=1,2,3}        |
Ainsi on obtient pour un gaz homogène :
| - le coefficient d'auto-diffusion | {\displaystyle {\mathcal {D}}={\frac {1}{\rho }}{\frac {3}{8}}{\frac {\sqrt {\pi mkT}}{{\overline {\Lambda }}^{1,1}}}}          |
| - la viscosité dynamique          | {\displaystyle \mu ={\frac {5}{16}}{\frac {\sqrt {\pi mkT}}{{\overline {\Lambda }}^{2,2}}}}                                     |
| - la conductivité thermique       | {\displaystyle \lambda ={\frac {5}{2}}C_{V}\mu ={\frac {25}{32}}{\frac {C_{V}{\sqrt {\pi mkT}}}{{\overline {\Lambda }}^{2,2}}}} |